# Phare de Senhora da Luz
Le phare de Senhora da Luz est un ancien phare situé dans la freguesia de Foz do Douro de la ville de Porto, dans le district de Porto (Région Nord du Portugal).
Il fut géré par l'autorité maritime nationale du Portugal à Oeiras (Grand Lisbonne).
Il est désormais désactivé et classé comme Immeuble d'intérêt municipal

## Histoire
Ce phare consistait en une petite tour hexagonale au sommet d'une tourelle quadrangulaire située sur l'ouest d'un bâtiment de deux étages. La tour était surmontée d'une lanterne verte, maintenant retirée et remplacée par un toit. Ce phare a été construit à côté de l'Ermitage de Nossa Senhora da Luz. Il semble sûr de dire que ce fut le premier phare qui ait existé sur la côte portugaise.
Le premier feu aurait existé depuis la fin du XVIIe siècle, maintenu en activité par la Confrérie de Nossa Senhora da Luz. C'est en 1758, par une charte du Marquis de Pombal, qu'est déterminée la construction d'un phare en raison des difficultés de navigation dans l'embouchure de la rivière Douro. Il fut mis en service en 1761. Détruit par la foudre, en 1814, il est réparé et successivement modernisé. En 1865, l'ancien système à lampes Argand avec des déflecteurs paraboliques est remplacé par une lentille de Fresnel de 4e ordre. En 1913, la modernisation de la signalisation maritime le dote d'un feu clignotant toutes les 5 secondes.
En ce qui concerne la date de son déclassement, il y a des divergences. Selon la marine portugaise, il a été désactivé en 1926, en raison du début d'exploitation du phare de Leça. Selon l'Institut portugais du patrimoine architectural la date serait 1945 en raison des travaux de modernisation du phare de Felgueiras.

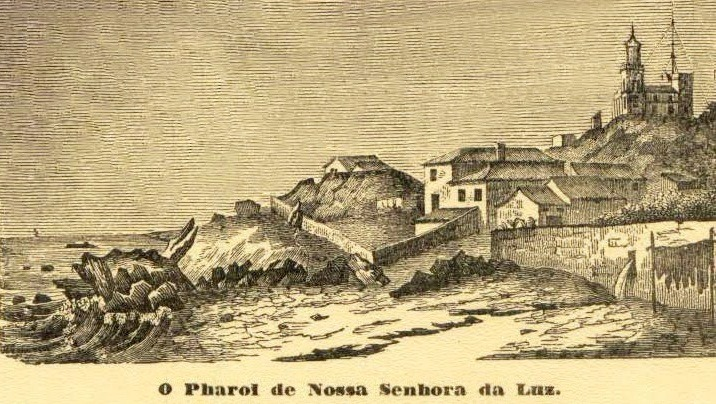
Lithographie du XIXe siècle
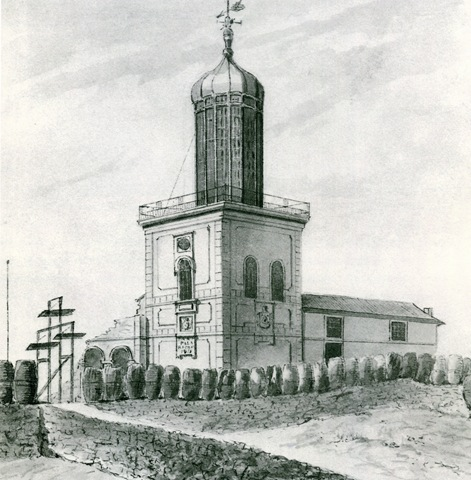
Illustration de 1833
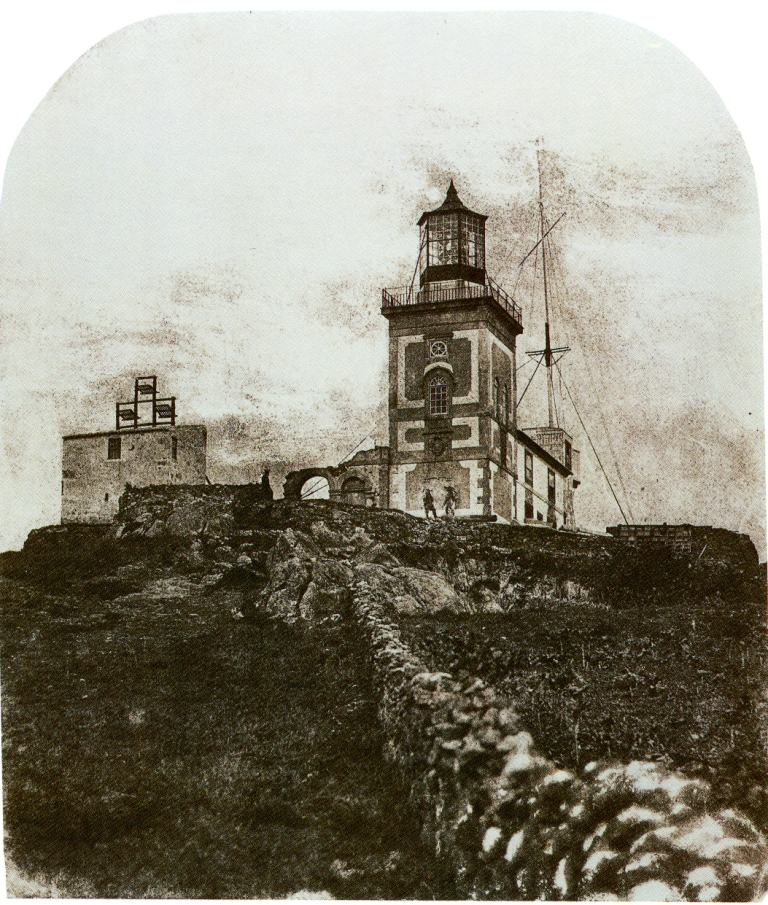
Photographie de 1858
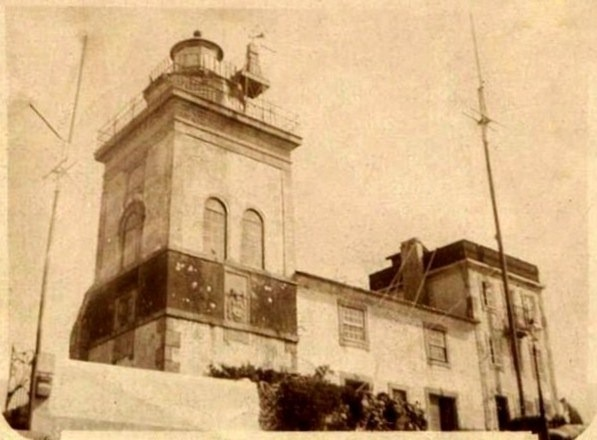
Carte postale de 1925

### Lien connexe
- Liste des phares du Portugal